# ローズヴェルトの系論

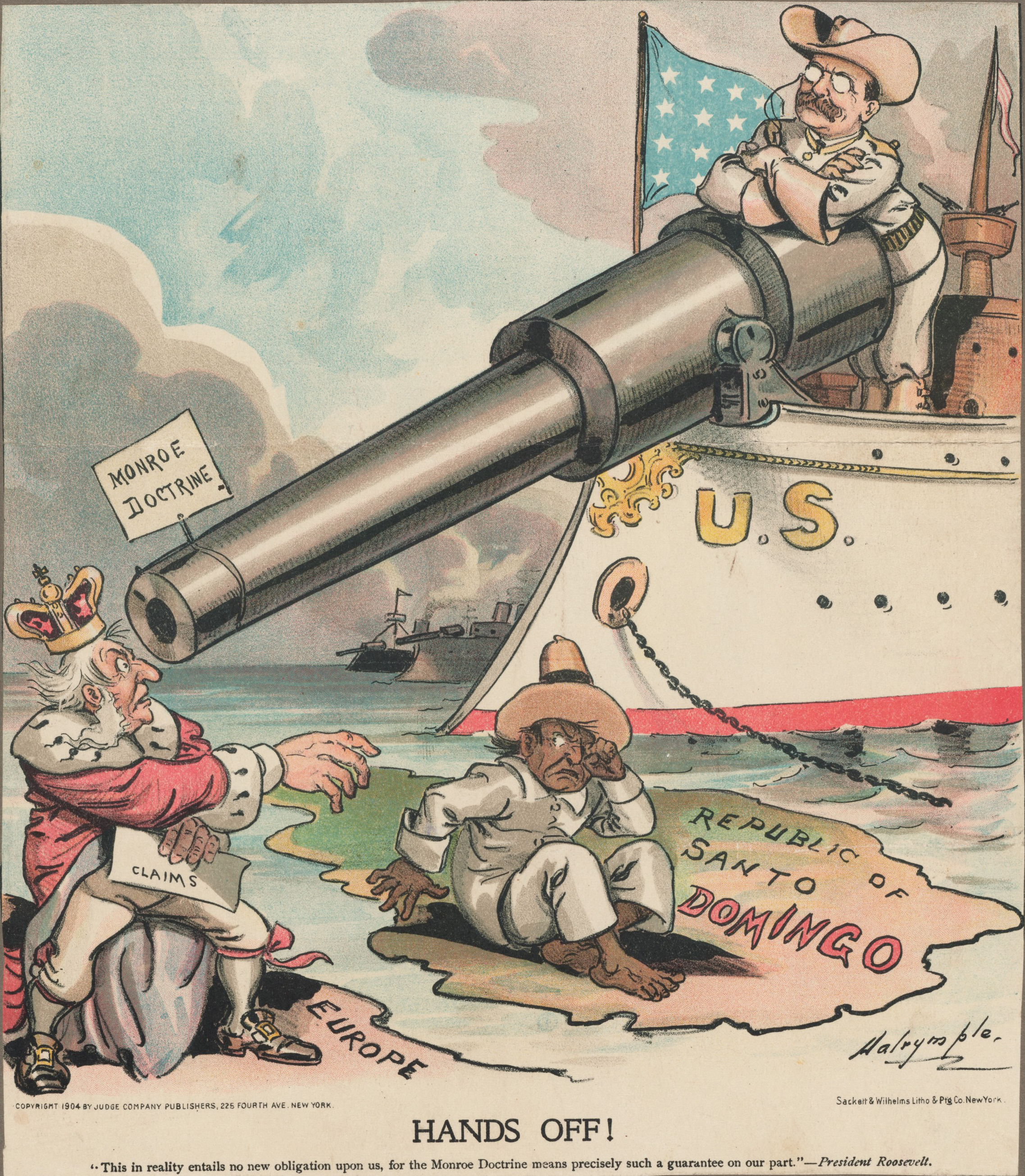
モンロー主義を口実にドミニカ共和国からヨーロッパ列強国を追い出そうとするセオドア・ルーズベルトを描いた風刺画。

ローズヴェルトの系論（ローズヴェルトのけいろん、Roosevelt Corollary）は、アメリカ合衆国の外交史において第26代大統領セオドア・ルーズベルトによって導入された外交指針のこと。アメリカの伝統的な外交政策であるモンロー主義（モンロー・ドクトリン）を拡張する形で、ラテン・アメリカ国家に対するヨーロッパ列強国の介入を牽制し、必要に応じてアメリカが介入することを正当化する政策理論である。原語の "Corollary" は直訳で「必然的帰結」を意味し、この外交指針がモンロー主義に徹しようとした場合に導かれるものであることを指している。
発端は1902年から1903年にかけてイギリスらヨーロッパ列強国が対外債務の不履行を理由に中南米のベネズエラに対して行った海上封鎖紛争（ベネズエラ危機）である。1904年にハーグの常設仲裁裁判所は、同紛争の仲裁案として軍事行動を起こした国に債務返済の優遇措置を与える旨の判断を下したが、これは伝統的に非介入主義のアメリカにとって、ヨーロッパ列強が不安定な中南米の小国に介入する口実を与えたと危機感を抱かせるものであった。そのため、当時のルーズベルト大統領は1904年12月の一般教書演説にて、アメリカは中南米の地域安定のために軍事介入も辞さない姿勢を示した。しかしながら、ルーズベルトは、これをモンロー主義の否定ではなく、むしろ遵守した結果として生じる方針であると説明した。
ルーズベルト政権はこの外交指針に基づいて棍棒外交を行い、自国の軍事力を背景にした外交政策を行った。ルーズベルト以降の政権も同様に中南米政策において、ローズヴェルトの系論を踏襲し、ヨーロッパ列強の介入を防ぐとともにアメリカの支配力を強めていった。本質的にはヨーロッパと同じ帝国主義的政策であるとみなされたが、カルビン・クーリッジとハーバート・フーヴァーの大統領時代に修正が図られ、最終的にフランクリン・ルーズベルトの善隣政策に移行する。しかしながら冷戦時代にはソ連の脅威を名目として再びローズヴェルトの系論に言及する外交政策が展開されることもあった。

## 背景
1902年後半、ベネズエラのシプリアーノ・カストロ大統領は同国の対外債務の返済やベネズエラ内戦に伴うヨーロッパ人への損害賠償の支払い拒否したため、イギリス、ドイツ、イタリアの3ヶ国は制裁として海上封鎖でこれに応じた（ベネズエラ危機）。
この紛争は最終的にハーグの常設仲裁裁判所に付託され、1904年2月22日の仲裁案で解決したが、その内容は封鎖国が賠償の優遇措置を受ける権利を認める、というものであった。
この仲裁案は、アメリカを含めた軍事行動を取らない他の多くの国は救済されないことを意味し、したがって将来的にヨーロッパ列強による軍事介入を促すことにつながるとアメリカは懸念した。

## 1904年12月の一般教書演説
当時のアメリカ合衆国大統領セオドア・ルーズベルトは、先のベネズエラ危機に対する国際司法の判断を受けて、1904年12月の一般教書演説において、カリブ海や中米の小国が対外債務を返済できない場合に、ヨーロッパの介入を防いで、地域を「安定させる」ために、アメリカは紛争に介入する権利があると主張した。
これはアメリカが伝統的にモンロー主義（モンロー・ドクトリン）によってヨーロッパ列強がアメリカ大陸の国々に手を出さないように警告していたことを踏まえた上で、ルーズベルトは「アメリカはヨーロッパ列強の介入を許さないのだから、（地域安定のために）我々が介入すべきである」と宣言したことを意味している。

## 実例
ローズヴェルトの系論は、モンロー・ドクトリンを拡張したものであったが、同時に逸脱したものとみなすこともできた。従来のモンロー・ドクトリンにおいてはヨーロッパ諸国はラテン・アメリカに介入すべきではないとするものであったが、ローズヴェルトの系論ではこれをさらに進めて、ヨーロッパ諸国を締め出すためにアメリカはラテン・アメリカ諸国に軍事力を行使する権利があるとした。歴史家のウォルター・ラフィーバーは次のように書いている。
ルーズベルトが初めてこの外交指針を適用したのは1904年のドミニカ共和国であった。当時のドミニカは深刻な対外債務を抱えており、破綻国家になりつつあった。アメリカは2隻の軍艦を派遣すると税関の引き渡しを要求し、アメリカの担当官が税関収入の一部を対外債務の返済に強制的に充てさせる政策を行った。この方式は、アメリカがラテンアメリカ諸国を一時的に保護領化し、顧問官を通じて国政を安定させ、ヨーロッパ諸国の活動を掣肘するというものであり、「ドル外交」と呼ばれた。このドミニカでの実験は、他の多くの「ドル外交」協定と同様に、一時的で維持できるようなものではないと判明し、アメリカは1916年に大規模な軍事介入に方針の舵を切り、それは1924年まで続いた:371–4。
ルーズベルト時代のキューバ（1906年-1909年）以降も、歴代のアメリカ大統領はニカラグア（1909年-1910年、1912年-1925年、1926年-1933年）、ハイチ（1915年-1934年）、ドミニカ共和国（1916年-1924年）と、アメリカの介入を正当化するためにローズヴェルトの系論を引用した。
これら外交政策の名目上の目的はヨーロッパが東西アメリカ大陸に干渉することを防ぐというものであったが、実際には資源や新市場の獲得など、その他多くの権益を狙ったものであった。具体的にはキューバの豊富な砂糖やニカラグアの豊かな油田などである。

## 善隣政策への移行と系論の復活
カルビン・クーリッジ大統領政権時（1923年-1929年）の1928年、大統領は欧米列強による脅威があったとしてもアメリカに介入する権利がないことに言及したクラーク覚書を発表した。これはしばしばローズヴェルトの系論を部分的に否定したものと評される。続くハーバート・フーヴァー政権時（1929年-1933年）も、親善視察、ニカラグアとハイチからの軍撤退、近隣諸国への内政干渉を控えるといった外交方針を進め、ローズヴェルトの系論が持つ帝国主義的傾向からアメリカを遠ざけた。
1933年、フランクリン・ルーズベルトが第32代合衆国大統領に就任すると善隣政策（善隣外交）を開始した。具体的には1934年のキューバへの内政干渉を認めさせるプラット修正条項の廃止や、1938年のメキシコによる外資系石油企業の国有化に対する補償交渉などである。これは結果として、キューバのフルヘンシオ・バティスタ、ドミニカのラファエル・トルヒーヨ、ニカラグアのアナスタシオ・ソモサ・ガルシア、ハイチのフランソワ・デュヴァリエといった独裁者の出現と放置に繋がり、各国からはアメリカの対外政策の誤りともみなされた。
しかし、善隣政策は1945年の冷戦の勃発によって終結を迎えた。アメリカは西半球をソ連の脅威から守る必要があると捉えた。
1954年、カラカスで開催された第10回パン＝アメリカ会議において、ジョン・ダレス国務長官はソ連によるグアテマラへの介入を非難し、モンロー・ドクトリンとローズヴェルトの系論を引用した。
この主張は民主的に選ばれたハコボ・アルベンス・グスマン大統領を退陣させ、アルマス軍事独裁政権を発足させた「PBSUCCESS作戦」の正当化に用いられた。

## 評価
ミッチェナーとウェイデンミアはローズヴェルトの系論を肯定的に捉えたが、彼らの2006年の議論は「帝国主義や覇権主義に基づく介入についての研究に、一部の学者が一方的なアプローチを持ち込むことを象徴しており、また、帝国主義の有用性を主張する者がいかに増加し、支持を受けているかをよく表している」という批判を浴びた。
クリストファー・コインとスティーヴン・デイヴィスは、ローズヴェルトの系論をモデルとした外交政策は、国家安全保障の面でも国内政治への影響の面でも、マイナスの結果を招くと指摘している。
言語学者のノーム・チョムスキーは、ローズヴェルトの系論はモンロー主義を土台とした、より露骨な帝国主義的脅威に過ぎず、アメリカがヨーロッパの帝国主義から南米を防衛するという名目で対抗するだけではなく、自国企業のための譲歩や特権を得るために、その軍事力を行使することも表していたと指摘する。
パリ大学のフランス人学者・セルジュ・リカールはさらに踏み込んで、ローズヴェルトの系論は、ヨーロッパの帝国主義の介入からアメリカ大陸を防衛するとした初期のモンロー主義への単なる補足ではないと指摘している。むしろ、棍棒外交に代表される、まったく新しい外交指針であったと述べている。